# Golfo del Venezuela
Il golfo del Venezuela (o golfo del Coquivacoa o golfo del Maracaibo) è un golfo del mar dei Caraibi delimitato dalle penisole di Paraguána ad ovest e quella di Guajira ad est.
Partendo da ovest interessa il dipartimento colombiano di La Guajira e gli stati venezuelani di Zulia e Falcón. 
Uno stretto di 54 km lo collega con il lago di Maracaibo a sud.

## Storia

### Periodo Pre-Colombiano
Il golfo del Venezuela era abitato da molti gruppi indigeni diversi prima dell'arrivo degli europei. I più noti di questi gruppi erano gli Arawak e i Caribi. Sfruttando le risorse marine e terrestri della zona, queste popolazioni vivevano della pesca, dell'agricoltura e del commercio marittimo.

### Scoperta e Colonizzazione
Nel 1499, Alonso de Ojeda, Juan de la Cosa e Amerigo Vespucci guidarono una spedizione europea che scoprì il golfo. A causa delle case costruite su palafitte che ricordavano Venezia, chiamarono la regione "Venezuela", che significa "Piccola Venezia". Questa è la fonte del termine "golfo del Venezuela".
Nel corso della storia coloniale, gli spagnoli hanno esplorato e colonizzato il golfo. Tuttavia, la resistenza indigena e i problemi ambientali rendevano difficile la conquista completa del territorio.

### Importanza Economica e Strategica
Nel corso dei secoli, il golfo del Venezuela è diventato sempre più strategico ed economico. Era un punto importante per il commercio marittimo durante il periodo coloniale e per difendersi dai pirati e dalle incursioni nemiche.

### XX Secolo: Petrolio e Contese Territoriali
Il golfo del Venezuela è diventato uno dei luoghi più importanti per l'industria petrolifera mondiale dopo che sono stati scoperti enormi giacimenti di petrolio gli anni del 900. Maracaibo, che si trova vicino al golfo, è diventata un importante centro per l'estrazione e la raffinazione del petrolio.
Il golfo è stato anche teatro di conflitti territoriali tra il Venezuela e la Colombia riguardanti i diritti di sfruttamento delle risorse marine e petrolifere e la delimitazione delle acque territoriali. Queste controversie hanno portato a tensioni diplomatiche e militari tra i due paesi, ma la maggior parte dei conflitti è stata risolta attraverso negoziati e accordi internazionali.

## Economia
Il golfo collega il lago di Maracaibo, nel quale si concentrano le maggiori raffinerie petrolifere venezuelane, con il Mare Caraibico.